# 210533 Seanmisner
210533 Seanmisner è un asteroide della fascia principale. Scoperto nel 1999, presenta un'orbita caratterizzata da un semiasse maggiore pari a 2,2662901 UA e da un'eccentricità di 0,1432192, inclinata di 2,39052° rispetto all'eclittica.